# رینالدو کروزادو
پائولو رینالدو کروزادو دوراند (به اسپانیایی: Paulo Rinaldo Cruzado Durand) (زادهٔ ۲۱ سپتامبر ۱۹۸۴ در لیما) یک بازیکن حرفه‌ای فوتبال اهل پرو و عضو تیم ملی فوتبال این کشور است. کروزادو در فصل ۲۰۰۹–۲۰۱۰ در باشگاه استقلال تهران عضویت داشت.